# Estrella OB

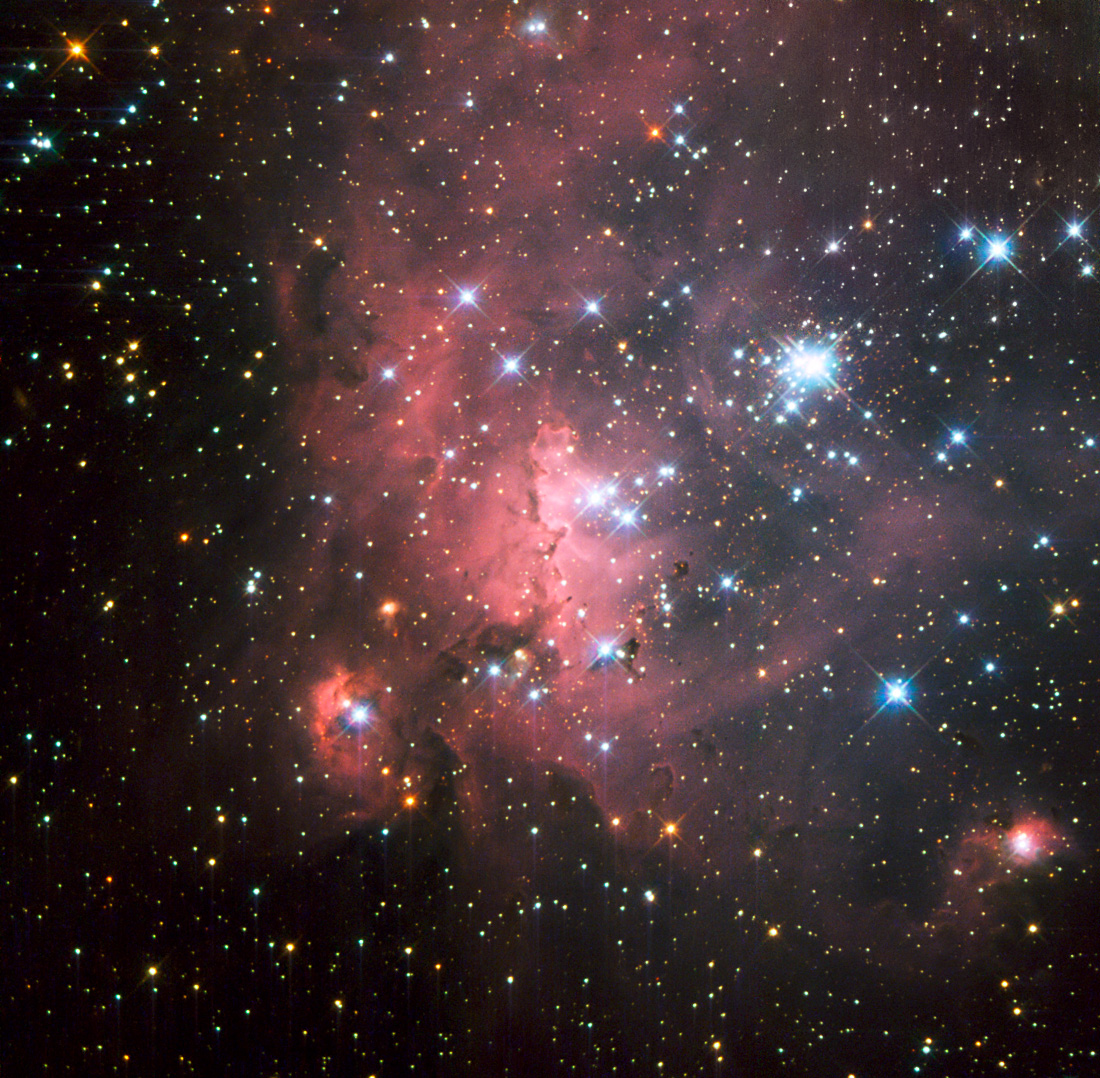
LH 72 es una de las asociaciones OB presentes en la Gran Nube de Magallanes.

Las estrellas OB son estrellas calientes y masivas de tipo espectral O o de tipo B temprano que se forman en grupos poco organizados llamados asociaciones OB. Tienen una vida corta, por lo que no se alejan mucho del lugar donde se formaron durante su vida. Durante su vida, emiten mucha radiación ultravioleta. Esta radiación ioniza rápidamente el gas interestelar circundante de la nube molecular gigante, formando una región H II o esfera de Strömgren.
En las listas de espectros, el "espectro de OB" se refiere a "desconocido, pero perteneciente a una asociación de OB y, por tanto, de tipo temprano".